# باشگاه فوتبال صباح (مالزی)
باشگاه فوتبال صباح (مالایی: Kelab Bolasepak Sabah) یک باشگاه فوتبال حرفه ای مالزی است. این باشگاه نماینده ایالت صباح در بورنئو، مالزی است و در سوپر لیگ مالزی، بالاترین سطح فوتبال حرفه ای مالزی، رقابت می‌کند. بازی‌های خانگی آنها در ورزشگاه ۳۰۰۰۰ نفری لیکاس در کوتا کینابالو، پایتخت صباح برگزار می‌شود.